# Prínceps de la Torre

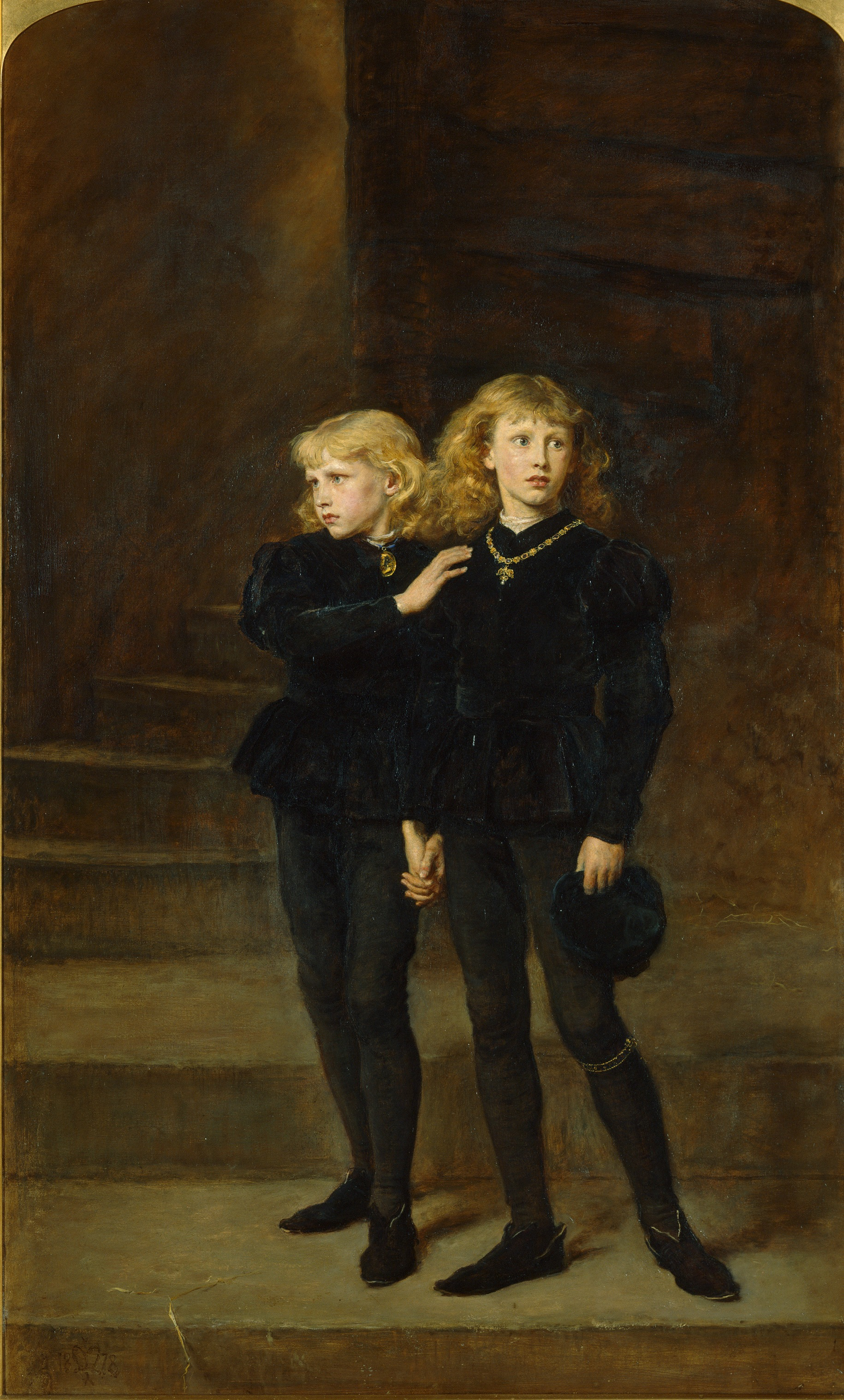
Els prínceps Eduard i Ricard de la Torre, 1483 de John Everett Millais.

Els Prínceps de la Torre és el nom amb què es coneixen els germans Eduard V i Ricard de Shrewsbury, fills del rei Eduard IV d'Anglaterra i hereus del tron anglès. Després de la mort del seu pare el 1483, amb tan sols 12 i 9 anys, van ser tancats a la Torre de Londres per ordre del seu oncle Ricard de Gloucester, Lord Protector del Regne. L'argument per la reclusió era assegurar la seguretat dels prínceps mentre es feien els preparatius per coronar Eduard, però enmig de la confusió de la guerra civil, Ricard va acabar prenent el tron i els nois van desaparèixer.
El destí dels dos prínceps és incert, però generalment s'assumeix que van ser assassinats. La hipòtesi més habitual és Ricard III n'hagués instigat l'assassinat el 1483 per assegurar-se el tron, però hi ha d'altres teories com que els assassins haguessin estat el duc Enric de Buckingham, el rei Tudor Enric VII, o fins i tot que els dos prínceps havien aconseguit fugir amb vida de la Torre. En els següents anys van aparèixer diferents candidats que asseguraven ser un dels dos prínceps i reclamaven el tron.

## Reclusió
El 9 d'abril de 1483 Eduard IV d'Anglaterra va morir de forma inesperada, després de tres mesos de malaltia. Al moment de morir el rei el seu fill Eduard era a Ludlow (Shropshire), i el seu germà Ricard de Gloucester era a Middleham (Yorkshire). D'acord amb la Crònica de Croyland, Eduard havia designat el seu germà Lord Protector del Regne abans de morir. Quan la notícia de la mort del rei va arribar a Ricard, entorn el 15 d'abril, aquest va manifestar públicament "la seva lleialtat al nou rei".
Eduard V i Ricard de Gloucester es van dirigir a Londres des de l'oest i el nord, respectivament. Van trobar-se a Stony Stratford el 29 d'abril, i l'endemà Ricard va fer arrestar tot el seguici dels noi incloent el seu oncle, el comte Anthony Woodville de Rivers, i el seu germanastre, Sir Richard Grey. Van ser enviats al castell de Pontefract, on foren decapitats acusats de traïció contra el Lord Protector. Els Woodville, la família de la mare dels dos prínceps, sempre havien estat vistos com a massa presumptuosos i ambiciosos pels York.
Ricard va entrar a Londres amb Eduard V, i va iniciar els plans per la coronació d'Eduard. La data prevista es va ajornar del 4 de maig al 25 de juny, i el 19 de maig de 1483 es va traslladar a Eduard a la Torre de Londres, que era la residència habitual dels monarques abans de la coronació. El 16 de juny va reunir-s'hi el seu germà Ricard de Shrewsbury, que havia estat entregat per la seva mare Elisabet Woodville a Ricard de Gloucester sota la promesa que tindria cura dels dos nois. Però aleshores la coronació d'Eduard es va posposar indefinidament, i aviat van començar a aparéixer veus a favor que el tiet dels nois assumís el tron. Finalment, el 1484 el Parlament va emetre una llei coneguda com a Titulus Regius en la que declarava el matrimoni d'Eduard IV i Elisabet Woodville invàlid basant-se en un pre-contracte matrimonial amb Lady Eleanor Butler. La invalidesa del matrimoni convertia els prínceps en bastards i a Ricard de Gloucester en l'hereu d'Eduard IV. Va ser coronat com a Ricard III d'Anglaterra el 2 de juliol.

## Desaparició
Els prínceps van ser vistos jugant al pati de la Torre poc després que es reunissin. A l'estiu de 1483 Dominic Mancini, un frare italià que visitava Anglaterra, escriu que després que Ricard prengués el tron els dos prínceps van ser confinats a "les dependències més interiors de la Torre", i que cada cop se'ls veia menys fins que van deixar de veure's. El seu destí és encara un misteri.
La majoria d'historiadors coincideixen que els prínceps van ser assassinats, possiblement cap a finals de l'estiu de 1483. L'historiador Maurice Keen defensava aquesta teoria basant-se en que quan el Duc de Buckingham s'uneix a la revolta posterior contra Ricard III es passa de voler alliberar els prínceps a donar suport a la candidatura d'Enric VII. Segons Keen, això és perquè Buckingham sabia que els Prínceps eren morts. En canvi, Clements Markham proposa que els nois encara podien haver estat vius el juliol de 1984 basant-se en documents administratius on es parla de presència de nens a la Torre.

## Restes

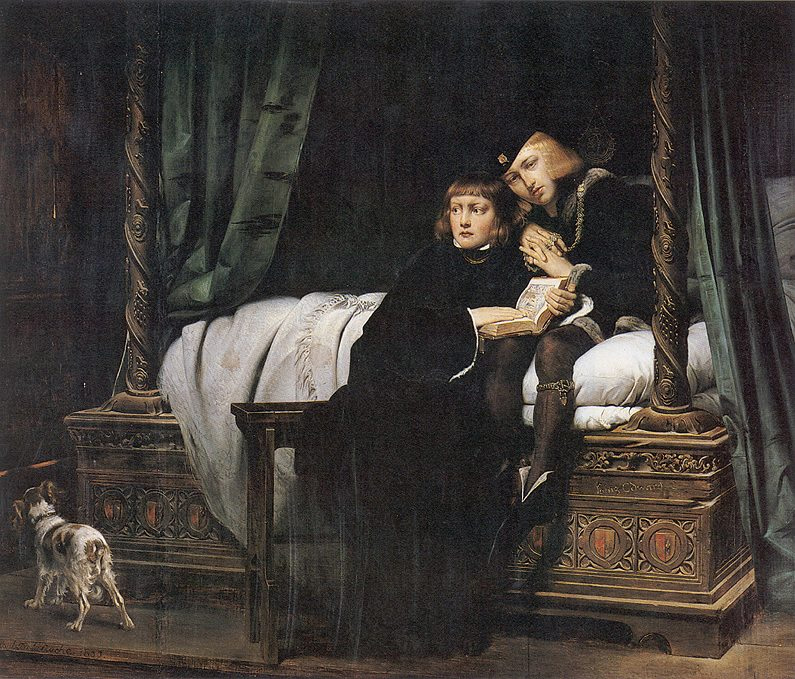
El rei Eduard V i el Duc de York a la Torre de Londres, per Paul Delaroche. La tràgica espera dels prínceps va ser un tema popular entre els pintors britànics del.

A part de la seva desaparició, no hi ha cap prova que els prínceps fossin assassinats, ni cap font fiable i independent que es pronunciï en un sentit o en un altre. Tot i això, poc després de la desaparició es van difondre àmpliament els rumors que havien mort.
Des d'aleshores han apergut dues parelles de restes humanes que s'han plantejat com a possibles cossos dels prínceps: dues a la Torre de Londres i dues a la capella de Sant Jordi del Castell de Windsor:
- Torre de Londres: el 1674 dos operaris van desenterrar una caixa de fusta que contenia els esquelets de dos nens. No eren les primeres restes de nens que es trobaven a la Torre, però la zona on es van trobar i les robes aristocràtiques que vestien van fer pensar que podien ser els dels prínceps. Carles II, el monarca d'aleshores, va donar credibilitat a aquesta identificació dels esquelets i els va fer enterrar a l'Abadia de Westminster. L'urna es va obrir el 1933 i van ser inspeccionades per experts de l'època, que mesurant les mandíbules i les dents van concloure que els ossos pertanyien a dos nens d'edats que encaixarien amb les dels prínceps. No es van fer, però, una anàlisi en profunditat. En l'actualitat la casa reial britànica s'oposa a la reobertura de les tombes per realitzar proves amb les tècniques modernes, de manera que es manté la incògnita respecte a la identificació de les restes.

- Capella de Sant Jordi: El 1789, en el curs d'unes reparacions de la capella de Sant Jordi al Castell de Windsor, es va reobrir la tomba d'Eduard IV i Elisabet Woodville. Al costat, es van trobar els taüts de dos nens sense identificar. Al moment es va assumir que es tractava de Jordi i Maria Plantagenet, que havien mort abans que el rei, i es va tancar la tomba. Però el 1813 es van trobar en una altra ubicació dos taüts amb els noms de Jordi i Maria. La identitat dels dos primers cossos, perquè segueix sense aclarir-se. Per reobrir la tomba seria necessari el permís de la casa reial.

## Sospitosos

### Ricard III

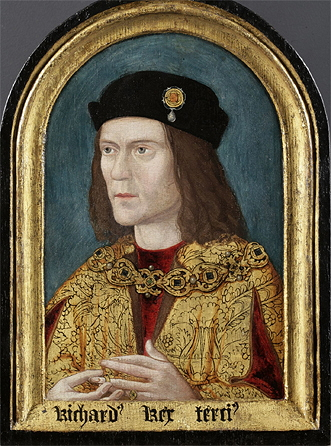
Ricard III (panell anònim, c. 1520)

La majoria dels historiadors conclouen que Ricard III és el sospitós més probable de la mort dels prínceps. Tot i que els nois havies estat declarats il·legítims oficialment i quedaven fora de la línia successòria, la posició de Ricard III era inestable. Hi havien moviments partidaris de restaurar Eduard al tron, i els enemics de Ricard el podien presentar com a alternativa en cas de rebel·lió. Tampoc hi ha constància que obrís cap investigació per aclarir la desaparició dels seus nebots, cosa que s'hauria esperat d'ell si en no fos responsable.
Les fonts contemporànies descriuen que a l'època els rumors apuntaven cap a ell. George Cely, John Rous, el cronista de Crowland i la Crònica de Londres indiquen que les sospites apuntaven a Ricard.
Ricard es trobava lluny de Londres quan els assassinats haurien tingut lloc i no hauria tingut l'oportunitat de cometre els assassinats en persona, però la Torre de Londres estava controlada pels seus homes. Seria plausible que hagués enviat un home lleial a executar els nois. Aquesta versió és la que proposen Thomas More i Polydore Vergil, que coincideixen en identifiqcar a Ser James Tyrrell com a l'assassí. More assegura afirma abans de ser executat el 1502, Tyrell hauria confessat sota tortura haver comés el crim seguint ordres de Ricard. William Shakespeare utilitza la mateixa versió de la història en la seva obra Ricard III. Tots ells, però, van escriure a durant el regnat de la casa rival dels Tudor i eren manifestament contraris a Ricard III.

### Henry Stafford, duc de Buckingham

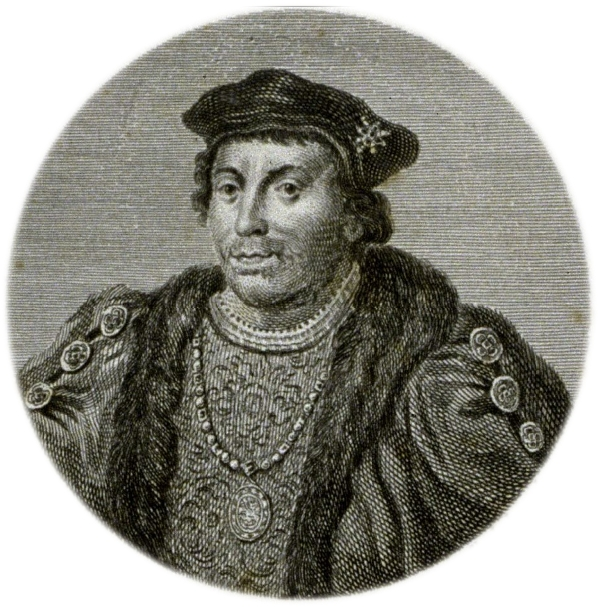
Henry Stafford (gravat del s. XVIII)

El duc de Buckingham, Henry Stafford, va ser la mà dreta de Ricard III fins que es va rebel·lar contra ell l'octubre de 1482 i va ser executat un mes més tard. Quan els prínceps van desaparèixer, Ricard III era fora de Londres i ell tenia el control efectiu de la capital.
L'únic fill del rei Ricard era Eduard Middleham, un noi malaltís de 9 anys. Henry era descendent d'Eduard III a través de Joan de Gant, i hauria pogut tenir l'aspiració d'accedir eventualment al tron. L'eliminació de possibles rivals futurs, doncs, podria haver estat el mòbil del crim. Alguns historiadors, entre els quals destaca Paul Murray Kendall, consideren el duc de Buckingham l'assassí més probable. El distanciament posterior amb el rei i la rebel·lió l'octubre de 1483 podria ser conseqüència de la mort dels prínceps.
Un document contemporani portuguès suggereix al duc com a responsable de la mort: "després de la mort del rei Eduard l'any 83, un altre dels seus germans, el duc de Gloucester, tenia en el seu poder el Príncep de Gal·les i el Duc de York, els joves fills de l'esmentat rei, i els va entregar al Duc de Buckingham. Sota la seva custòdia els prínceps van morir de fam". Un altre document trobat el 1980 als arxius del College of Arms i datat algunes dècades després de la desaparició afirma que l'assassinat es va cometre "amb el vistiplau del Duc de Buckingham". Ell és l'únic sospitós que es suggereix en documents contemporanis a part del mateix Ricard III.
El principal argument contrari a que hagués assassinat els nois d'iniciativa pròpia és que després que caigués en desgràcia i fos executat, Ricard no el va acusar públicament de ser-ne el responsable. L'historiador Jermey Potter especula que potser no ho va fer perquè sabia que tampoc el creuria ningú, però alhora considera més probable que Buckingham actués amb complicitat del rei.

### Enric VII

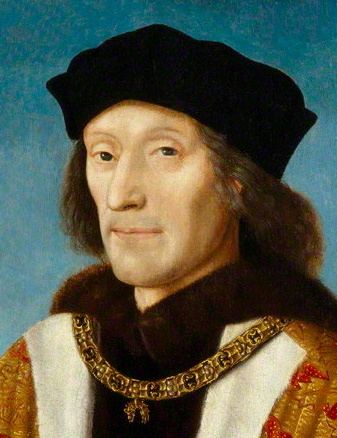
Enric VII (retrat anònim pintat el 1505.)

Enric Tudor, després de derrotar Ricard III a Bosworth i destronar la casa de York, va executar diversos potencials rivals al tron. Enric es trobava fora d'Anglaterra entre la desaparició dels prínceps i l'agost de 1485, de manera que si Enric en fos el responsable l'assassinat s'hauria d'haver comés després de la seva proclamació el 1485.
Enric VII era un parent distant de la casa reial, i per tal de reforçar la seva legitimitat l'any després d'esdevenir rei es va casar amb Elisabet de York, la germana gran dels dos prínceps. Si haguessin estat vius aleshores, els drets d'Enric i la validesa de la legitimació de la seva dinastia a través del matrimoni amb Elisabet s'haguessin vist seriosament qüestionats.
Clements Markham defensava que els prínceps havien estat executats per ordres d'Enric entre el juny i el juliol de 1486, al·legant que va ser només a partir d'aquestes dates que van començar a circular rumors que Ricard havia matat els prínceps. També proposa que Elisabet Woodwille, la mare dels nois, sabria la veritat i que per això Enric va confiscar els seus béns i la va fer recloure en un convent fins a la seva mort sis anys després. L'historiador Pollard afirmava que Enric és "l'única alternativa plausible a Ricard III", però considerava que la teoria de Markham era "altament especulativa".
Enric mai va ser acusat de l'assassinat per cap contemporani, i la majoria d'experts creuen que els prínceps van morir durant el regnat de Ricard III.

### Altres sospitosos
Alguns escriptors han proposat com a culpables el duc de Norfolk John Howard, la mare d'Enric VIII Margaret Beaufort, o l'amant d'Eduard IV Jane Shore. Pollard sosté que totes aquestes teories no mereixen cap consideració, i que no poden explicar com aquests candidats haurien tingut accés a la Torre de Londres per cometre el crim.